# لزلی کاپلان
لزلی کاپلان (به فرانسوی: Leslie Kaplan) نویسنده وشاعر قرن بیستم میلادی اهل فرانسه است.